# 씬 시티 (영화)
《씬 시티》(Sin City)는 2005년 개봉한 미국의 범죄 영화로, 프랭크 밀러의 동명 만화가 원작이다. 원작자인 밀러와 로버트 로드리게스 감독이 공동으로 연출했다. 제시카 알바, 베니시오 델토로, 브리트니 머피, 클라이브 오언, 미키 루크, 브루스 윌리스, 일라이저 우드 등 호화로운 캐스팅을 자랑한다. 속편인 《씬 시티: 다크히어로의 부활》이 2014년 공개됐다.

## 출연
- 제시카 알바 - 낸시 캘러핸
  - 매켄지 베이가 - 11세 낸시
- 데번 아오키 - 미호
- 알렉시스 블레델 - 베키
- 파워스 부스 - 로크 상원의원
- 로사리오 도슨 - 게일
- 베니시오 델 토로 - 잭 래퍼티 / 재키보이 형사과장
- 마이클 클라크 덩컨 - 마누테
- 릭 고메즈 - 더글러스 클럼프
- 칼라 구지노 - 루실
- 조시 하트넷 - 세일즈맨
- 룻거 하우어 - 패트릭 헨리 로크 추기경
- 제이미 킹 - 골디와 웬디
- 마이클 매드슨 - 롭
- 브리트니 머피 - 셸리
- 닉 오퍼먼 - 버트 슐럽
- 클라이브 오언 - 드와이트 매카시
- 미키 루크 - 메리
- 말리 셸턴 - 손님
- 닉 스탈 - 로크 주니어
- 브루스 윌리스 - 존 하티건 형사
- 일라이저 우드 - 케빈
- 프랭크 밀러, 로버트 로드리게스(카메오)